# Обамагейт
Обамагейт — серия неподтвержденных обвинений, выдвинутых 45-м президентом США Дональдом Трампом в 2020 году, о шпионаже со стороны 44-го президента США Барака Обамы. Причиной обвинений стало расследование ФБР «Crossfire Hurricane», которое шло в 2016-2017 годах и касалось возможного российского вмешательства в выборы США, в ходе которых информант, который давал показания ФБР, имел контакты с советниками Трампа.
В мае 2020 года через день после того, как бывший президент Барак Обама раскритиковал действия администрации Трампа по борьбе с пандемией COVID-19 Трамп опубликовал сообщение в Твиттере, состоящее из одного слова: «ОБАМАГЕЙТ!». Трамп назвал действия ФБР в ходе «Crossfire Hurricane» «величайшим политическим скандалом в истории Соединенных Штатов». Это был третий раз, когда Трамп называл какой-либо инцидент скандалом величайшего масштаба. До этого он навешивал аналогичные ярлыки на Спайгейт и расследование спецпрокурора Мюллера.
Обвинения привели к расследованию прокурора Джона Дарема. Расследование не выявило доказательств значительных процедуральных нарушений со стороны ФБР, политической мотивированности «Crossfire Hurricane», а также, того, какой-либо причастности администрации Барака Обамы. Отдельные обвинения Трампа, такие как прослушка телефонов в Трамп-тауэре, были публично опровергнуты Министерством юстиции при администрации Трампа.
25 октября 2020 года Трамп повторил свои обвинения в интервью программе «60 минут», заявив, что «самый большой скандал произошел, когда они шпионили за моей кампанией». Ведущая Лесли Шталь оспорила данное утверждение, заявив, что телепрограмме не могут показывать голословные, недоказанные обвинения. Интервью закончилось уходом Трампа из аудитории.